# Streptocarpus rexii
Streptocarpus rexii là một loài thực vật có hoa trong họ Tai voi. Loài này được (Bowie ex Hook.) Lindl. miêu tả khoa học đầu tiên năm 1828.

## Hình ảnh

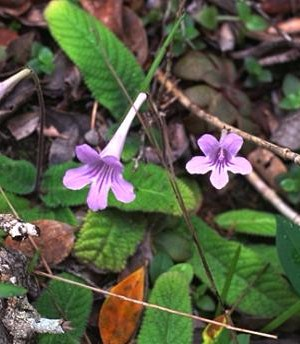
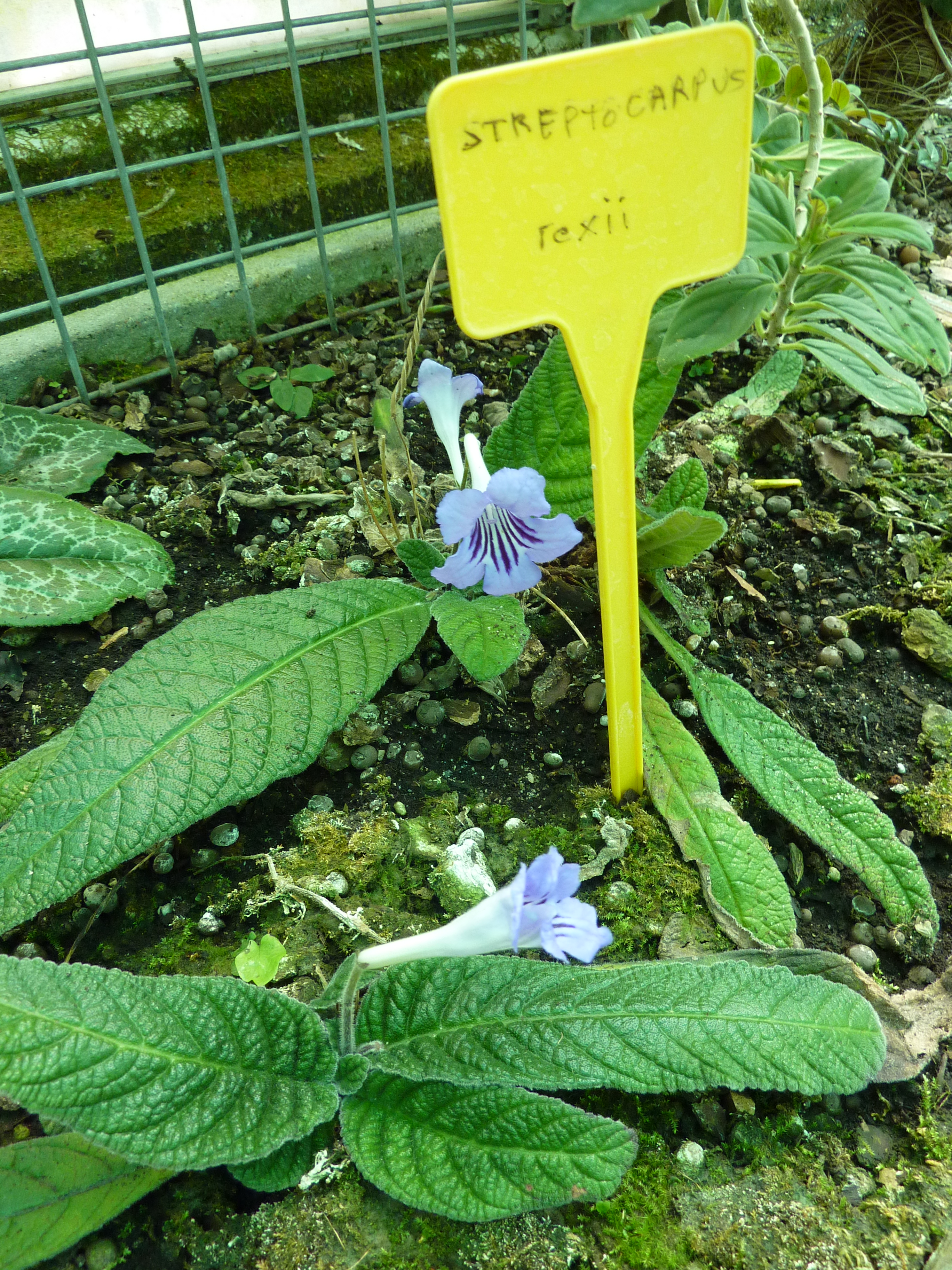
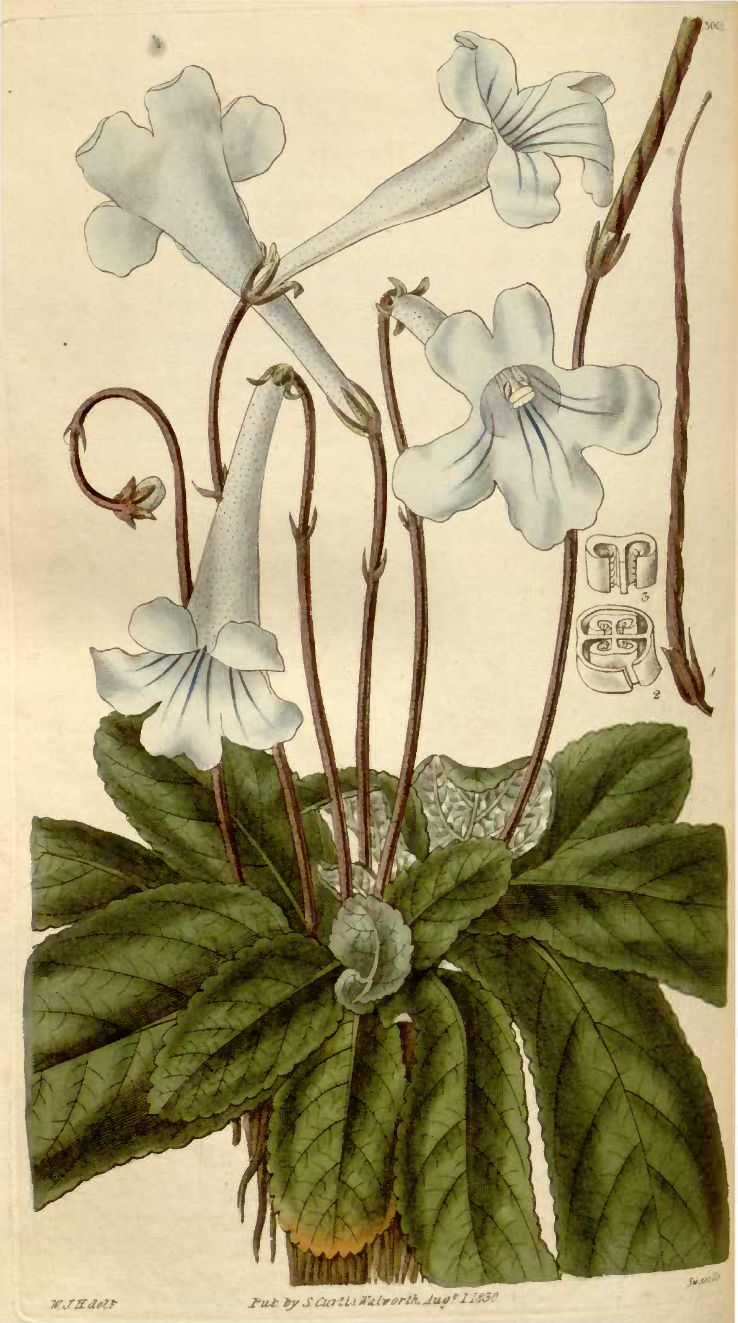